# Trasporti in Repubblica Ceca
Questa voce raccoglie le principali tipologie di trasporti in Repubblica Ceca.

## Trasporti su rotaia

### Rete ferroviaria
In totale: 9.435 km di linee ferroviarie pubbliche, gestite dalla società České dráhy (dati 1998).
- scartamento normale (1435 mm): 9.341 km, 2.946 dei quali elettrificati.
- scartamento ridotto (760 mm): 94 km.

### Reti metropolitane
La metropolitana è presente solo a Praga, capitale della Repubblica Ceca.

### Reti tranviarie
Il servizio tranviario, a trazione elettrica, è oggi svolto nelle seguenti città:
- Brno (gestore DPMB)
- Liberec
- Olomouc
- Ostrava
- Plzeň (gestore PMDP)
- Praga

## Trasporti su strada

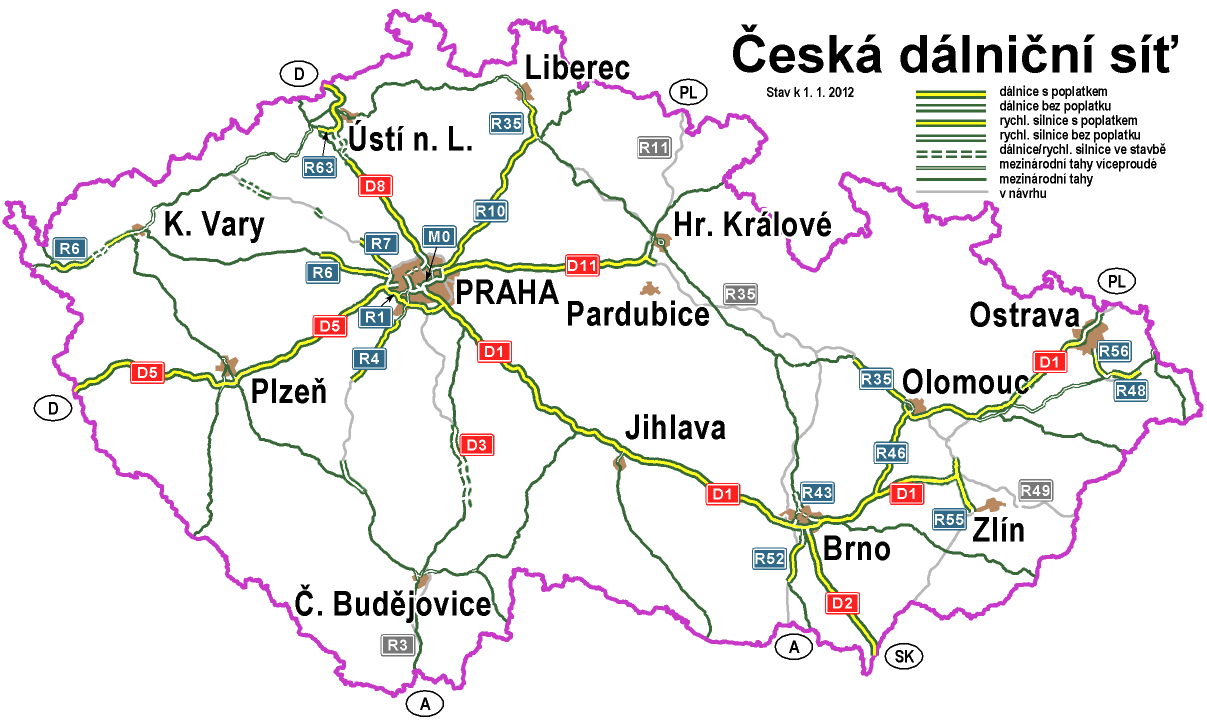
Rete stradale ceca (2012)

### Rete stradale
Strade pubbliche: in totale 127.693 km (dati 1998)
- asfaltate: 127.693 km, 498 dei quali appartengono ad autostrade
- bianche: nessuna

Principali strade nazionali: D1, D2, D3, D5, D8, D11, D47.

### Reti filoviarie
I filobus sono oggi presenti in diverse città, qui elencate: 
- Brno (gestore DPMB)
- Ceské Budějovice
- Chomutov-Jirkov (filovia interurbana)
- Hradec Králové
- Jihlava
- Mariánské Lázně
- Opava
- Ostrava
- Pardubice
- Plzeň (gestore PMDP)
- Teplice
- Ústi nad Labem
- Zlín

### Autolinee
In tutte le zone abitate sono presenti aziende pubbliche e private che gestiscono trasporti urbani, suburbani, interurbani e turistici esercitati con autobus.

## Idrovie
Esistono 677 km di acque perennemente navigabili, in parte ascrivibili all'Elba e al suo affluente Moldava, fiumi principali della Repubblica Ceca.

## Porti e scali
- Děčín, Mělník, Praga, Ústí nad Labem.

## Trasporti aerei

### Aeroporti
In totale: 121 (dati 2006)
a) con piste di rullaggio pavimentate: 46
- oltre 3047 m: 2
- da 2438 a 3047 m: 10
- da 1524 a 2437 m: 13
- da 914 a 1523 m: 2
- sotto 914 m: 19

b) con piste di rullaggio non lastricate: 75.
- oltre 3047 m: 0
- da 2438 a 3047 m: 0
- da 1524 a 2437 m: 1
- da 914 a 1523 m: 25
- sotto 914 m: 49